# Pallacanestro Femminile Umbertide 2015-2016
Questa voce raccoglie le informazioni riguardanti la Pallacanestro Femminile Umbertide nelle competizioni ufficiali della stagione 2015-2016.

## Stagione
La stagione 2015-2016 della Pallacanestro Femminile Umbertide, sponsorizzata Acqua&Sapone, è la ottava consecutiva che disputa in Serie A1 femminile.

## Verdetti stagionali
Competizioni nazionali
- Serie A1:

stagione regolare: 7º posto su 14 squadre (12-14);
play-off: primo turno perso contro Battipaglia (0-2).

## Rosa
|    | Naz.                   | Ruolo | Sportivo            | Anno | Alt. |  |       |
| -- | ---------------------- | ----- | ------------------- | ---- | ---- |  | ----- |
| 4  | Croazia (bandiera)     | C     | Ivana Tikvić        | 1994 | 189  |  |       |
| 5  | Italia (bandiera)      | PG    | Alessia Cabrini     | 1996 | 178  |  |       |
| 6  | Italia (bandiera)      | C     | Veronica Dell'Olio  | 1993 | 190  |  |       |
| 7  | Italia (bandiera)      | P     | Giulia Moroni       | 1994 | 175  |  |       |
| 8  | Italia (bandiera)      | GA    | Giovanna Pertile    | 1992 | 182  |  |       |
| 9  | Italia (bandiera)      | PG    | Ilaria Milazzo      | 1994 | 164  |  |       |
| 10 | Stati Uniti (bandiera) | PG    | Meighan Simmons     | 1992 | 175  |  |       |
| 11 | Italia (bandiera)      | AC    | Silvia Sarni        | 1987 | 188  |  | [ 2 ] |
| 12 | Italia (bandiera)      | A     | Alessandra Markovic | 1999 | 178  |  | [ 3 ] |
| 12 | Italia (bandiera)      | G     | Francesca Conti     | 1998 | 167  |  | [ 3 ] |
| 13 | Italia (bandiera)      | A     | Rachele Boni        | 1999 | 183  |  | [ 4 ] |
| 13 | Italia (bandiera)      | A     | Federica Giudice    | 2000 | 180  |  |       |
| 14 | Italia (bandiera)      | P     | Chiara Fusco        | 1998 | 170  |  |       |
| 24 | Canada (bandiera)      | AC    | Wumi Agunbiade      | 1992 | 188  |  |       |

## Mercato

### Sessione estiva
Riconfermate Alessia Cabrini, l'infortunata Ilaria Milazzo e Giulia Moroni, la società ha effettuato i seguenti trasferimenti:
| Acquisti | Acquisti           | Acquisti           | Acquisti            |
| R.       | Nome               | da                 | Modalità            |
| -------- | ------------------ | ------------------ | ------------------- |
| C        | Ivana Tikvić       | ZKK Medvescak      | definitivo          |
| C        | Veronica Dell'Olio | S. Salv. Selargius | definitivo          |
| GA       | Giovanna Pertile   | Ginn. Triestina    | definitivo          |
| PG       | Meighan Simmons    | ICIM Arad          | definitivo          |
| AC       | Silvia Sarni       | Azzurra Orvieto    | definitivo          |
| A        | Federica Giudice   | De Florio Taranto  | definitivo          |
| P        | Chiara Fusco       | Pall. Perugia      | doppio tesseramento |
| AC       | Wumi Agunbiade     | CSU Alba Iulia     | definitivo          |

| Cessioni | Cessioni              | Cessioni            | Cessioni       |
| R.       | Nome                  | a                   | Modalità       |
| -------- | --------------------- | ------------------- | -------------- |
| P        | Martina Cristofani    | Pall. Perugia       | fine contratto |
| PG       | Chiara Consolini      | Eirene Ragusa       | fine contratto |
| PG       | Giulia Pegoraro       | Vicenza             | fine contratto |
| G        | Maria Chiara Ortolani | Stabia Basket       | prestito       |
| AC       | Serena Bona           | Bonfiglioli Ferrara | fine contratto |
| P        | Caterina Dotto        | Reyer Venezia       | fine contratto |
| AP       | Jillian Robbins       | Hapoel Petah Tikva  | fine contratto |
| AP       | Chiara Villarini      | P.F. Viareggio      | fine contratto |
| A        | Lavinia Santucci      | -                   | fine contratto |
| G        | Jacki Gemelos         | Avenida             | fine contratto |
| C        | Carolyn Swords        | Sydney Flames       | fine contratto |

### Sessione autunnale-invernale
| Acquisti | Acquisti     | Acquisti       | Acquisti            |
| R.       | Nome         | da             | Modalità            |
| -------- | ------------ | -------------- | ------------------- |
| A        | Rachele Boni | Stella Azzurra | doppio tesseramento |

| Cessioni | Cessioni     | Cessioni        | Cessioni   |
| R.       | Nome         | a               | Modalità   |
| -------- | ------------ | --------------- | ---------- |
| AC       | Silvia Sarni | Virtus Cagliari | definitivo |

## Risultati

### Campionato

#### Girone di andata
| Napoli 4 ottobre 2015, ore 18:15 CEST 1ª giornata | Umbertide | 37 – 75 (12-28; 18-46; 27-59) referto | Le Mura Lucca | PalaVesuvio |

| Torino 11 ottobre 2015, ore 18:00 CEST 2ª giornata | Pall. Torino | 61 – 67 (13-13; 28-24; 48-48) referto | Umbertide | PalaEinaudi |

| Umbertide 18 ottobre 2015, ore 18:00 CEST 3ª giornata | Umbertide | 60 – 91 (19-26; 34-45; 43-71) referto | Famila Schio | PalaMorandi |

| Mestre 25 ottobre 2015, ore 16:00 CET 4ª giornata | Reyer Venezia | 74 – 64 (18-18; 36-28; 59-47) referto | Umbertide | Palasport Taliercio |

| Umbertide 1º novembre 2015, ore 18:00 CET 5ª giornata | Umbertide | 74 – 56 (27-16; 44-29; 59-40) referto | Eirene Ragusa | PalaMorandi |

| Umbertide 8 novembre 2015, ore 18:00 CET 6ª giornata | Umbertide | 56 – 44 (11-10; 28-15; 42-32) referto | Vigarano | PalaMorandi |

| Parma 14 novembre 2015, ore 20:30 CET 7ª giornata | Basket Parma | 49 – 75 (9-16; 24-36; 36-59) referto | Umbertide | PalaCiti |

| Umbertide 29 novembre 2015, ore 18:00 CET 8ª giornata | Umbertide | 73 – 67 (18-19; 39-32; 54-42) referto | Dike Napoli | PalaMorandi |

| Arbitri: | Antonio Migotto (Venezia) Luca Maffei (Treviso) Gianluca Capotorto (Roma) |

|                    |          |            |
| Prahalis 26        | Punti    | 24 Simmons |
| Arioli, Prahalis 4 | Assist   | 4 Simmons  |
| Milić 15           | Rimbalzi | 15 Tikvić  |

| Arbitri: | Alessandro Perciavalle (Torino) Anna Rosa Nocera (Catanzaro) Diletta Bandinelli (Siena) |

|            |          |                    |
| Simmons 27 | Punti    | 25 Brown           |
| Milazzo 2  | Assist   |                    |
| Tikvić 9   | Rimbalzi | 6 Ercoli, Mandache |

| Arbitri: | Marco Vita (Ancona) Michele Gasparri (Pesaro) Damiano Capozziello (Brindisi) |

|                        |          |            |
| Gray 26 Tagliamento 24 | Punti    | 24 Pertile |
| Boyd 4                 | Assist   | 4 Simmons  |
| Gray 20 Treffers 18    | Rimbalzi | 9 Tikvić   |

| Arbitri: | Alessandro Costa (Livorno) Andrea Bongiorni (Pisa) Elena Colazzo (Milano) |

|                   |          |                         |
| Simmons 24        | Punti    | 15 Baldelli, Wicijowski |
| Pertile, Tikvić 8 | Rimbalzi | 8 Dietrick, Wicijowski  |

| Arbitri: | Matteo Boninsegna (Milano) Andrea Chersicla (Oggiono) Mattia Eugenio Martellosio (Buccinasco) |

|            |          |              |
| Bailey 23  | Punti    | 17 Simmons   |
| Gianolla 6 | Assist   | 3 Simmons    |
| Bailey 11  | Rimbalzi | 12 Agunbiade |

#### Girone di ritorno
| Arbitri: | Marco Marton (Conegliano) Daniele Yang Yao (Vigasio) Alessandro Pilati (Zanè) |

|            |          |                   |
| Simmons 20 | Punti    | 22 Harmon         |
| Milazzo 3  | Assist   | 2 Wojta           |
| Tikvić 9   | Rimbalzi | 7 Pedersen, Wojta |

| Arbitri: | Chiara Maschietto (Treviso) Daniela Bellamio (Latina) Chiara Maria Agnese Vanzini (Milano) |

|            |          |                 |
| Simmons 32 | Punti    | 25 Anderson     |
| Moroni 3   | Assist   | 3 Anderson      |
| Tikvić 9   | Rimbalzi | 5 Quarta, Smith |

| Arbitri: | Sergio Noce (Latina) Alex D'Amato (Roma) Michele Gasparri (Pesaro) |

|                     |          |            |
| Anderson 30         | Punti    | 18 Simmons |
| Gatti 5             | Assist   | 3 Moroni   |
| Anderson, Walker 10 | Rimbalzi | 11 Tikvić  |

| Arbitri: | Marco Rudellat (Nuoro) Valerio Salustri (Roma) Marco Catani (Pescara) |

|                   |          |                         |
| Simmons 24        | Punti    | 19 Christmas, Růžičková |
| Milazzo, Moroni 2 | Assist   |                         |
| Tikvić 12         | Rimbalzi | 10 Růžičková            |

| Ragusa 7 febbraio 2016, ore 18:00 CET 18ª giornata | Eirene Ragusa | 63 – 46 (16-16; 34-27; 50-32) referto | Umbertide | PalaMinardi |

| Vigarano Mainarda 28 febbraio 2016, ore 20:00 CET 19ª giornata | Vigarano | 50 – 63 (7-15; 23-34; 39-50) referto | Umbertide | PalaVigarano |

| Umbertide 2 marzo 2016, ore 20:30 CET 20ª giornata | Umbertide | 73 – 75 (15-22; 36-43; 52-61) referto | Basket Parma | PalaMorandi |

| Napoli 6 marzo 2016, ore 18:00 CET 21ª giornata | Dike Napoli | 77 – 65 (22-14; 35-29; 56-46) referto | Umbertide | PalaVesuvio |

| Umbertide 13 marzo 2016, ore 16:00 CET 22ª giornata | Umbertide | 75 – 59 (25-18; 43-34; 56-49) referto | CUS Cagliari | PalaMorandi |

| Sesto San Giovanni 20 marzo 2016, ore 18:00 CET 23ª giornata | GEAS | 71 – 60 (18-14; 33-32; 57-47) referto | Umbertide | PalaCarzaniga |

| Umbertide 3 aprile 2016, ore 18:00 CEST 24ª giornata | Umbertide | 94 – 65 (17-12; 44-26; 64-49) referto | PB63 Battipaglia | PalaMorandi |

| Porano 13 febbraio 2016, ore 18:00 CET 25ª giornata | Azzurra Orvieto | 73 – 78 (d.1t.s.) (18-24; 32-43; 58-59; 69-69) referto | Umbertide | Palazzetto dello Sport |

| Umbertide 10 aprile 2016, ore 18:00 CEST 26ª giornata | Umbertide | 60 – 54 (15-11; 29-26; 42-34) referto | San Martino | PalaMorandi |

#### Play-off

##### Primo turno
| Arbitri: | Alex D'Amato (Roma) Paolo Lestingi (Anzio) Marco Catani (Pescara) |

|         |          |            |
| Gray 32 | Punti    | 19 Simmons |
| Boyd 6  | Assist   | 2 Simmons  |
| Gray 23 | Rimbalzi | 8 Simmons  |

| Arbitri: | Pasquale Pecorella (Trani) Christian Mottola (Taranto) Michela Padovano (Ruvo di Puglia) |

|             |          |                |
| Simmons 23  | Punti    | 28 Tagliamento |
| Agunbiade 3 | Assist   |                |
| Agunbiade 7 | Rimbalzi | 16 Gray        |

## Statistiche

### Statistiche di squadra
| Competizione | Punti | In casa | In casa | In casa | In casa | In casa | In trasferta | In trasferta | In trasferta | In trasferta | In trasferta | Totale | Totale | Totale | Totale | Totale | Totale |
| Competizione | Punti | G       | V       | P       | Ptf     | Pts     | G            | V            | P            | Ptf          | Pts          | G      | V      | P      | Ptf    | Pts    | Diff.  |
| ------------ | ----- | ------- | ------- | ------- | ------- | ------- | ------------ | ------------ | ------------ | ------------ | ------------ | ------ | ------ | ------ | ------ | ------ | ------ |
| Serie A1     | 24    | 14      | 7       | 7       | 939     | 940     | 12           | 5            | 7            | 790          | 817          | 26     | 12     | 14     | 1729   | 1757   | -28    |
| Play-off     |       | 1       | 0       | 1       | 76      | 79      | 1            | 0            | 1            | 59           | 70           | 2      | 0      | 2      | 135    | 149    | -14    |
| Totale       | 24    | 15      | 7       | 8       | 1015    | 1019    | 13           | 5            | 8            | 849          | 887          | 28     | 12     | 16     | 1864   | 1906   | -42    |

### Statistiche delle giocatrici
Campionato: stagione regolare e play-off
| Giocatrice            | Partite | Partite | Partite | Pun | Min. | Falli | Falli | Tiri da 2 | Tiri da 2 | Tiri da 2 | Tiri da 3 | Tiri da 3 | Tiri da 3 | Tiri Liberi | Tiri Liberi | Tiri Liberi | Rimbalzi | Rimbalzi | Rimbalzi | Stopp. | Stopp. | Palle | Palle | Ass | Val. | Val.  | A+dP |
| Giocatrice            | Pr      | PG      | SF      | Pun | Min. | C     | S     | R         | T         | %         | R         | T         | %         | R           | T           | %           | O        | D        | T        | D      | S      | P     | R     | Ass | Lega | OER   | A+dP |
| --------------------- | ------- | ------- | ------- | --- | ---- | ----- | ----- | --------- | --------- | --------- | --------- | --------- | --------- | ----------- | ----------- | ----------- | -------- | -------- | -------- | ------ | ------ | ----- | ----- | --- | ---- | ----- | ---- |
| Meighan Simmons       | 28      | 28      | 28      | 604 | 1037 | 53    | 113   | 117       | 274       | 42,7      | 87        | 249       | 34,9      | 109         | 124         | 87,9        | 27       | 86       | 113      | 3      | 9      | 89    | 43    | 33  | 424  | 90,25 | -13  |
| Wumi Agunbiade        | 28      | 28      | 28      | 321 | 964  | 72    | 72    | 115       | 259       | 44,4      | 17        | 51        | 33,3      | 40          | 60          | 66,7        | 53       | 129      | 182      | 7      | 8      | 54    | 40    | 16  | 306  | 81,00 | 2    |
| Ilaria Milazzo        | 28      | 28      |         | 294 | 708  | 63    | 82    | 79        | 176       | 44,9      | 27        | 87        | 31,0      | 55          | 67          | 82,1        | 24       | 57       | 81       | 1      | 2      | 48    | 34    | 34  | 244  | 84,79 | 20   |
| Ivana Tikvić          | 28      | 27      | 27      | 242 | 825  | 94    | 81    | 103       | 211       | 48,8      |           |           |           | 36          | 93          | 38,7        | 101      | 159      | 260      | 33     | 8      | 67    | 49    | 7   | 338  | 72,00 | -11  |
| Giulia Moroni         | 28      | 28      | 28      | 131 | 684  | 62    | 49    | 32        | 70        | 45,7      | 14        | 60        | 23,3      | 25          | 32          | 78,1        | 3        | 66       | 69       | 1      | 4      | 53    | 44    | 26  | 110  | 57,29 | 17   |
| Alessia Cabrini       | 28      | 28      | 12      | 117 | 491  | 43    | 20    | 31        | 64        | 48,4      | 15        | 41        | 36,6      | 10          | 17          | 58,8        | 11       | 35       | 46       | 2      | 2      | 16    | 22    | 6   | 86   | 69,43 | 12   |
| Giovanna Pertile      | 17      | 17      | 16      | 104 | 471  | 33    | 35    | 25        | 65        | 38,5      | 8         | 26        | 30,8      | 30          | 35          | 85,7        | 14       | 44       | 58       | 3      | 3      | 21    | 21    | 16  | 117  | 66,76 | 16   |
| Veronica Dell'Olio    | 28      | 24      |         | 33  | 249  | 43    | 8     | 15        | 44        | 34,1      | 1         | 8         | 12,5      | 0           | 1           | 0,0         | 8        | 24       | 32       |        | 1      | 14    | 11    | 2   | -9   | 35,50 | -1   |
| Silvia Sarni          | 14      | 14      | 1       | 18  | 194  | 26    | 9     | 7         | 33        | 21,2      | 0         | 5         | 0,0       | 4           | 4           | 100,0       | 11       | 28       | 39       | 2      | 1      | 9     | 5     | 3   | 9    | 20,43 | -1   |
| Chiara Fusco          | 28      | 6       |         |     | 14   | 2     |       | 0         | 1         | 0,0       |           |           |           |             |             |             |          | 1        | 1        |        |        |       |       |     | -2   | 0,00  |      |
| Alessandra Markovic   | 21      | 4       |         |     | 6    | 1     |       |           |           |           |           |           |           |             |             |             |          |          |          |        |        |       |       |     | -1   | 0,00  |      |
| Rachele Boni          | 20      | 2       |         |     | 4    |       |       |           |           |           | 0         | 1         | 0,0       |             |             |             |          | 1        | 1        |        |        |       |       |     |      | 0,00  |      |
| Francesca Elena Conti | 10      | 2       |         |     | 3    |       |       |           |           |           |           |           |           |             |             |             |          | 1        | 1        |        |        | 1     |       |     |      | 0,00  | -1   |